# Dębówka (Żuromin)
Pour les articles homonymes, voir Dębówka.
Dębówka (prononciation : [dɛmˈbufka]) est un village polonais de la gmina de Lutocin dans le powiat de Żuromin de la voïvodie de Mazovie dans le centre-est de la Pologne.
Il se situe à environ 2 kilomètres à l'ouest de Żuromin (siège de la gmina), 14 kilomètres au sud-ouest de Żuromin (siège du powiat) et à 120 kilomètres au nord-ouest de Varsovie (capitale de la Pologne).

## Histoire
De 1975 à 1998, le village appartenait administrativement à la voïvodie de Ciechanów.